# دوونگی
دوونگی (به لهستانی:  Dołęgi) یک روستا در لهستان است که در گمینا شچوچن واقع شده‌است.